# Ösjön (Åseda socken, Småland)
Ösjön är en sjö i Uppvidinge kommun i Småland och ingår i Mörrumsåns huvudavrinningsområde. Sjöns area är 0,035 kvadratkilometer och den befinner sig 292 meter över havet.